# Efèsies
Les Efèsies (grec antic: τὰ ἐφέσια) eren un festival de l'antiga Grècia que se celebrava a Efes, capital de la Jònia, i que constituïa un gran panegiri (una «assemblea de tot el poble per a una festa solemne, una fira, un espectacle, uns jocs o un sacrifici»). Originàriament sorgida per celebrar el culte al temple d'Àrtemis Efèsia, amb el temps cobrà també la funció de refermar el vincle polític entre tots els jonis.
Era un festival molt antic que Tucídides compara amb les Dèlies, la panegiris de Delos, i encara se celebrava en temps d'Estrabó, que diu que eren unes festes molt concorregudes. Els participants es reunien amb les seves dones i fills i es feien sacrificis místics a la deessa. Els jocs i concursos eren la part principal de les celebracions. Sembla que només hi participaven els jonis d'Efes i de les ciutats dels voltants, tal com es pot deduir del que en diuen Tucídides i Estrabó.